# La Dynastie des Carey-Lewis : Nancherrow
La Dynastie des Carey-Lewis : Nancherrow est un téléfilm britannique en deux parties, réalisé par Simon Langton, diffusé en 1999. C'est la suite de La Dynastie des Carey-Lewis : Le Grand Retour diffusé en 1998.

## Synopsis
Après le décès du Colonel, c'est son incontrôlable fille Loveday qui hérite du domaine, et de tous ses problèmes.  

## Fiche technique
- Titre original : Nancherrow
- Réalisateur : Simon Langton
- Scénario : John Goldsmith sur la base d'un roman écrit par Rosamunde Pilcher
- Photographie : Simon Kossoff
- Musique : Alan Parker
- Durée : 180 minutes
- Date de diffusion : 4 avril 1999 (Royaume-Uni)
- genre : Romance

## Distribution
- Joanna Lumley : Diana Carey-Lewis
- Katie Ryder Richardson : Loveday Carey-Lewis
- Lara-Joy Körner : Judith Dunbar
- George Asprey : Dr. Jeremy Wells
- Susan Hampshire : Miss Catto
- Philipp Moog : Gus Cullendar
- Patrick Ryecart : Tommy Mortimer
- Tristan Gemmill : Walter
- Robert Hardy : Vicomte Berryann
- Lynda Baron : Dashka
- Jake Gomme : Nat jeune
- Josh Wynter : Nat plus âgé
- Emily Hamilton : Jess
- Simon Dutton : Ronny Cox
- Lucy Robinson : Laura Cox
- Paul Curran : Simon Travis
- Samantha Beckinsale : Nesta Carew
- Robert Lang : Jerry Pinch
- Christian Kohlund : Nikko Bernhoffer
- Senta Berger : Alex Gower
- Donald Sinden : Robin Jarvis
- Colin Prockter : le Maire
- Michael Cochrane : Sir George Rawlings
- Patrick Macnee : Lord Peter Awliscombe
- Lucy Fleming : la spécialiste